# Fish Upon the Sky
Fish Upon the Sky (tiếng Thái: ปลาบนฟ้า; RTGS: Pla Bon Fah, tựa Việt: Cá trên trời) là một bộ phim truyền hình Thái Lan phát sóng năm 2021 với sự tham gia của Phuwin Tangsakyuen (Phuwin), Naravit Lertratkosum (Pond), Trai Nimtawat (Neo) và Thanawin Teeraphosukarn (Louis). Bộ phim được sản xuất dựa trên bộ tiểu thuyết cùng tên của nhà văn JittiRain, tác giả của hai bộ tiểu thuyết đình đám đã được chuyển thể thành phim nổi như cồn là Theory of Love và 2gether: The Series (và hai phần sau là Still 2gether và 2gether: The Movie).
Bộ phim được đạo diễn bởi Sakon Wongsinwiset (Golf) và sản xuất bởi GMMTV. Đây là một trong mười sáu dự án phim truyền hình trong năm 2021 được GMMTV giới thiệu trong sự kiện "GMMTV 2021 The New Decade Begins" vào ngày 3 tháng 12 năm 2020. Bộ phim được phát sóng vào lúc 20:30 (ICT), thứ Sáu trên GMM 25 và phát lại vào 22:30 (ICT) cùng ngày trên LINE TV, bắt đầu từ ngày 9 tháng 4 năm 2021. Bộ phim kết thúc vào ngày 25 tháng 6 năm 2021.

## Nội dung
Pi, một sinh viên năm 2 khoa Nha khoa, thầm thích Mueang Nan, một sinh viên năm 2 điển trai khoa Khoa học Sức khoẻ Đồng minh. Mặc dù có tình tình tốt bụng và dễ gần nhưng Pi lại tự ti với vẻ ngoài của mình. Pi xin lời khuyên từ anh trai, Duean và Băng Kitty. Họ quyết định giúp Pi thay đổi ngoại hình từ một cậu bé mọt sách thành một chàng trai đẹp trai, phong cách để đủ tự tin theo đuổi Nan. Khi Pi sẵn sàng theo đuổi Nan thì anh gặp Mork, một chàng sinh viên khoa Y lúc nào cũng bên cạnh Nan.
Pi cảm thấy chán nản và tuyệt vọng trong việc cạnh tranh với Mork. Pi tiếp tục cầu cứu Duean nhưng chính Duean cũng đang gặp rắc rối với một chàng năm nhất tên Meen. Vì vậy, Duean không giúp được Pi  cạnh tranh với Mork trong việc theo đuổi Nan. Tuy nhiên, mọi việc thay đổi khi Pi bắt đầu có cảm xúc khác lạ đối với Mork khiến mọi việc càng trở nên rối ren. Liệu Pi có tiếp tục theo đuổi Nan? Hay là sẽ có một tình cảm mới nảy sinh trong anh đối với Mork?

## Diễn viên
Dưới đây là dàn diễn viên của bộ phim:

### Diễn viên chính
- Phuwin Tangsakyuen vai Pi

Chàng sinh viên mọt sách năm 2 khoa Nha, một người sống nội tâm, phức tạp, quá tập trung vào việc học và có vẻ ngoài không ưa nhìn như đeo kính, niềng răng và đó là lí do vì sao anh hay bị trêu chọc, bắt nạt. Chính vì thế, anh đã quyết định thay đổi bản thân để phù hợp hơn với người trong mộng của mình, Mueang Nan.
- Naravit Lertratkosum (Pond) vai Mork

Chàng sinh viên năm 2 khoa Y luôn thích trêu chọc Pi. Anh là bạn thân của Mueang Nan và thầm thích Pi. Về sau, anh được biết là "Người bạn khoa bên".
- Trai Nimtawat (Neo) vai Duean

Sinh viên năm 5 độc miệng, là thủ lĩnh "Băng Kitty". Anh là anh trai của Pi và có tình cảm với Meen.
- Thanawin Teeraphosukarn (Louis) vai Meen[7]

Sinh viên năm nhất khoa Y, là em trai của Mork.

### Diễn viên phụ
- Sahaphap Wongratch (Mix) vai Mueang Nan

Sinh viên năm 2 khoa Khoa học Sức khoẻ Đồng minh, là bạn thân của Mork và là người Pi thích.
- Thanawin Pholcharoenrat (Winny) vai Koh
- Kittipop Sereevichayasawat (Satang) vai James
- Thanaset Suriyapornchaikul (Euro) vai Yok
- Chayapol Jutamas (AJ) vai Jeans
- Ployshompoo Supasap (Jan) vai Bam

Bạn thân của Mork.
- Phromphiriya Thongputtaruk (Papang) vai Wan

Bác sĩ phẫu thuật và là anh trai của Duean và Pi.
- Phatchara Thabthong (Kapook) vai cô Namphueng

### Khách mời
- Darina Bunchu (Nancy) vai Prik Pao
- Thawatchai Petchsuk vai Kluea Kang
- Chotipat Surasawat (Jeng) vai Phu, đàn em của Duean (Tập 9)

## Các tập phát sóng
| TT. | Tiêu đề                            | Ngày phát sóng gốc  |
| --- | ---------------------------------- | ------------------- |
| 1 | "Sự thay đổi"                      | 9 tháng 4 năm 2021  |
| Một năm trước, Pi đã bị trêu trọc và bắt nạt vì anh có ngoại hình không được như người anh trai cả của mình. Vào sự kiện Valentine của trường đại học, anh gặp Muang Nan. Anh luôn dõi theo Muang Nan mọi lúc nhưng luôn bị chen ngang bởi Mork nên Pi đã hiểu nhầm rằng Mork cũng thích Nan. Trong khi đó, Duean gặp Meen, bạn học cùng lớp Kỹ năng sống năm nhất. Mặt khác, Pi đã đến quán bar, nơi có Nan ở đó, để chứng minh rằng bản thân mình không như vẻ ngoài. Sau đó Mork đã chụp cho Pi và Nan một tấm hình. Khi Pi đăng nó lên, mọi người đều chỉ trích và đánh giá, điều này khiến anh càng thêm ghét Mork và quyết định sẽ thay đổi bản thân. |                                    |                     |
| 2 | ""Băng Kitty" và Pi nhiệt huyết"   | 16 tháng 4 năm 2021 |
| Pi đến trung tâm thương mại để gặp Băng Kitty. Tình cờ, Pi gặp Mork và Mork muốn xin lỗi anh. Pi không nhận lời xin lỗi, và gặp Băng Kitty để thay đổi bản thân để trở nên phù hợp hơn với Nan. Trong khi đó, Duean và Meen cùng nhau làm dự án nhóm. Ngày hôm sau, Mork thấy Pi đã hoàn toàn thay đổi. Nhưng khi Pi xuống xe điện, anh nhận ra đây không phải nơi mình muốn đến nên đã chạy theo và ngất đi vì say nắng. Mork sau đó đã giúp sơ cứu cho Pi. |                                    |                     |
| 3 | "Oh My Gross"                      | 23 tháng 4 năm 2021 |
| Pi mời Nan đến một sự kiện hẹn hò. Nhưng Nan vẫn chưa chắc chắn nhận lời. Trong khi đó, Meen đến xin lại Duean bình nước anh để quên hôm trước nhưng Duean đã đưa nó cho một cô bé ăn xin. Vì thế, anh đã tìm đế cô bé để lấy lại nó. Trong giờ thực hành, Pi nghe được câu chuyện về Gross Lab rằng ai đến phòng thí nghiệm này vào nửa đêm để cầu nguyện thì điều đó sẽ thành hiện thực. Pi đã tin và đến đây, Mork cũng vậy, cả hai đều bị sự ma mị của căn phòng làm hoảng sợ. Hôm sau, Muang Nan đồng ý tham gia sự kiện với Pi. Tối đó, Pi đến sự kiện và lại thấy Mork ở đó. Pi đã quyết định tỏ tình với Nan nhưng người anh lôi đi tỏ tình lại là Mork. |                                    |                     |
| 4 | "Dựng thuyền"                      | 30 tháng 4 năm 2021 |
| Sau tối sự kiện đó, Pi tưởng rằng mình đã hôn Muang Nan, cho đến khi Duean cho anh biết sự thật. Theo đó, một nhóm hâm mộ đã được lập ra với tên #MorkPi bởi Kluea Kang và Prik Pao. Họ đăng những bức hình chụp trộm Mork và Pi lên mạng xã hội. Điều này làm cho Pi cảm thấy không thoải mái. Mặt khác, Meen nói với Duean rằng có một sinh viên năm 5 học chung lớp với họ. Sau đó, Pi, Duean và Băng Kitty đã lên kế hoạch đuổi Mork ra khỏi tầm mắt của Pi nhưng kế hoạch trở nên thất bại. |                                    |                     |
| 5 | "Đẩy thuyền"                       | 7 tháng 5 năm 2021  |
| Sau sự việc ở rạp phim, Pi chở Mork về nhà. Duean tiếp tục giả vở làm sinh viên khoa Nha và cùng Meen tham gia dự án nhóm sắp tới. Vì vậy, Duean đã mượn boxer và áo blouse của Pi để mặc. Mặt khác, Pi đã yêu cầu Kluea Kang và Prik Pao ngưng làm phiền anh và Mork. |                                    |                     |
| 6 | "Tiêm Vắc-xin"                     | 14 tháng 5 năm 2021 |
| Duean và Meen đến làng Nakhon để làm dự án nhóm. Pi liên tục trốn tránh cảm xúc của bản thân với Mork. Để đỡ bức bối, anh đã tỏ tình với Nan. Trong khi đó, Băng Kitty đã đến làng Nakhon để cùng tham gia với Meen và Duean. Pi đã thú nhận với Nan tình cảm của mình nhưng Nan đã từ chối. Pi đã giãi bày với Mork và uống rượu. Trên đường về nhà, anh nhìn thấy mẹ anh đang xem cuốn sách mà có hình Nan trong đó, Pi lảng tránh và bỏ đi. Pi khóc giữa trời mưa và được Mork bắt gặp. |                                    |                     |
| 7 | "Biến chứng"                       | 21 tháng 5 năm 2021 |
| Sau khi giãi bày tất cả, Pi và Mork cùng nhau đi chơi để giải toả. Mặt khác, Meen đang cảm thấy nghi ngờ về thân phận thật của Duean. Sau khi dự án kết thúc, giữa họ xảy ra mâu thuẫn khi Meen gặng hỏi Duean. Pi vẫn tự hỏi vì sao Nan lại từ chối tình cảm của mình. Vài ngày sau, Wan, anh cả của Pi, về thăm nhà và giới thiệu bạn trai. Cả nhà nhận được cú sốc lớn nhưng mọi thứ đã được thấu hiểu và chấp nhận. Tối đó, Pi kể với Wan về cảm xúc của anh với cả Nan và Mork. Anh quyết định hẹn gặp Mork để nói chuyện. |                                    |                     |
| 8 | "Giãn cách xã hội"                 | 28 tháng 5 năm 2021 |
| Hôm sau, Pi gặp Mork trong một cuộc thi, Pi đã chiến thắng và bỏ đi. Sau cánh gà, Pi muốn theo đuổi Nan mà quên đi tình cảm mà Mork dành cho mình. Cuộc nói chuyện cả hai đã được máy quay ghi lại. Mork đến nhà Pi để nói hết cảm xúc thật của bản thân về Pi. Trong khi đó, Meen tránh mặt Duean vì Duean đã nói dối. Duean đã nói rõ với Meen rằng anh cảm thấy buồn và trống trải khi không có Meen bên cạnh. Sau đó, Mork tham gia phỏng vấn với Kluea Kang và Prik Pao về cảm xúc của anh dành cho Pi. Thấy vậy, Pi càng trở nên nóng giận và xa Mork hơn, đồng thời anh cũng yêu cầu Prik Pao và Kluea Kang ngưng việc gán ghép này lại. Vì thế, Mork tìm cách để khiến Pi nói ra cảm xúc thật của mình. Sau đó, anh đã tiết lộ rằng anh chính là "Người bạn khoa bên", tài khoản đã luôn tâm sự với Pi trong suốt thời gian qua. Lúc đó, Bam, bạn thân của Mork, xuất hiện và giúp làm cho Pi ghen. |                                    |                     |
| 9 | "Hiệu ứng giả dược"                | 4 tháng 6 năm 2021  |
| Pi vẫn khẳng định rằng anh không hề ghen với Mork và Bam. Vì thế, Mork liên tục tìm cách tiếp cận Pi và khiến Pi thú nhận tình cảm. Trong khi đó, Duean đã thú nhận rằng anh chính là chàng sinh viên năm 5 khoa Kỹ thuật trong lớp. Pi luôn tìm cách để chế diễu Mork bằng cách mời Nan đến quán bánh mà Mork và Bam đang có mặt ở đó để ăn. Sau đó, Nan đã nói cho Pi mọi sự thật về Mork. Điều này càng làm cho Pi trở nên bối rối và Mork đã thừa nhận rằng ngay từ lần đầu gặp anh đã thích Pi. |                                    |                     |
| 10 | "Kiểm soát"                        | 11 tháng 6 năm 2021 |
| Mork thú nhận rằng anh đã thích Pi từ lần đầu gặp mặt, khi mà sự cảm thông dần trở thành tình yêu. Sau đó, Pi muốn thời gian để suy nghĩ về điều này. Duean đã giúp gian hàng của Meen có thêm khách hàng cùng với Băng Kitty. Mork đến nhà để gặp Pi và Pi đã đưa ra những điều kiện cho mối quan hệ giữa hai người và Mork đã đồng ý bằng một nụ hôn. Lúc đó, Duean về nhà và Mork phải liên tục tìm chỗ trốn. Tối đó, Duean luôn thức khiến cho Mork không hề có cơ hội để trốn về. Khi trốn được đến cổng, Duean tỉnh dậy, bắt gặp Mork và đuổi cậu về. Sau đó, hai người luôn phải bí mật hẹn hò nhưng Duean cuối cùng cũng phát hiện ra. |                                    |                     |
| 11 | "Hoang tưởng"                      | 18 tháng 6 năm 2021 |
| Sau khi Duean phát hiện Pi và Mork đang lén quen nhau, anh đã nghi ngờ về sự chân thành của Mork. Sau đó, Mork mời Pi đi ăn nhưng Pi từ chối vì bận theo Duean và Băng Kitty đến quán bar để gặp mặt bạn gái Yok. Mork muốn đến cùng nhưng Pi không cho. Đang ở quán, Meen gọi cho Duean để nhắc đến học nhóm. Duean và Meen sẽ học nhóm ở nhà Meen. Vì vậy, Duean tưởng rằng bị Meen "gài" cho đến khi Mork nghe thấy tiếng hét của Duean. Cả hai vốn không ưa nhau nên khi chuẩn bị có sự, Meen đã nói rằng Mork chính là anh trai của mình. Sau đó, Mork và Duean nói chuyện với nhau về cảm xúc của bản thân về hai người em trai. Hôm sau, Pi bàng hoàng về cách đối xử của Duean dành cho Mork. Pi ghen khi đọc bình luận của fan về cặp MorkBam. Sau khi qua môn, Duean cùng Meen và Băng Kitty đi ăn mừng. Mọi chuyện đều ổn cho đến khi Duean ép Meen thử uống rượu khiến mâu thuẫn xảy đến với cả hai. Cùng lúc đó, Pi vẫn đang giận Mork bởi những bình luận. |                                    |                     |
| 12 | "Fish Upon the Sky - Cá trên trời" | 25 tháng 6 năm 2021 |
| Tối đó, Pi đến bữa tiệc sinh nhật của Mork. Tuy nhiên, Pi cảm thấy không thoải mái vì những bình luận về #MorkBam. Mork nói rằng anh tôn trọng những quyết định của Pi dù cho mối quan hệ của họ có được công khai hay bí mật. Cuối cùng, Pi cũng xác nhận với mọi người rằng hai người đang tìm hiểu nhau. Một lúc sau, những bức ảnh cũ của Pi đã bị đăng tải lên mạng khiến cho Pi hiểu lầm Mork vì chỉ có Mork mới có những bức ảnh đó. Hôm sau, Mork luôn tìm cách để nói chuyện với Pi nhưng không thành. Bam thú nhận rằng chính cô là người đã đăng tải những bức ảnh đó lên mạng và rất hối hận. Cô quyết định chuộc lỗi bằng cách giúp Mork làm lành với Pi. Trong khi đó, Duean xin lỗi Meen vì những chuyện bản thân đã làm vào hôm ở quán. Pi được đưa đến sân thượng để tạo bất ngờ. Mork đã giải thích với Pi tất cả, một lần nữa khẳng định tình cảm của mình và tỏ tình với Pi. Sau đó, Bam được Koh đến bắt chuyện và Koh nói rằng muốn theo đuổi Bam. Duean cũng tỏ tình với Meen trong một buổi diễn kịch. Hai năm sau, Pi đã trở thành một nha sĩ còn Mork là một bác sĩ. |                                    |                     |

## Đón nhận

### Rating truyền hình Thái Lan
Trong bảng dưới đây, màu xanh dương biểu thị rating thấp nhất và màu đỏ biểu thị rating cao nhất.
| Tập        | Khung giờ (UTC+07:00) | Ngày phát sóng      | Tỷ lệ rating trung bình |
| ---------- | --------------------- | ------------------- | ----------------------- |
| 1          | 20:30 thứ Sáu         | 9 tháng 4 năm 2021  | 0.163%                  |
| 2          | 20:30 thứ Sáu         | 16 tháng 4 năm 2021 | 0.245%                  |
| 3          | 20:30 thứ Sáu         | 23 tháng 4 năm 2021 | 0.135%                  |
| 4          | 20:30 thứ Sáu         | 30 tháng 4 năm 2021 | 0.236%                  |
| 5          | 20:30 thứ Sáu         | 7 tháng 5 năm 2021  | 0.159%                  |
| 6          | 20:30 thứ Sáu         | 14 tháng 5 năm 2021 | 0.183%                  |
| 7          | 20:30 thứ Sáu         | 21 tháng 5 năm 2021 | 0.249%                  |
| 8          | 20:30 thứ Sáu         | 28 tháng 5 năm 2021 | 0.222%                  |
| 9          | 20:30 thứ Sáu         | 4 tháng 6 năm 2021  | 0.235%                  |
| 10         | 20:30 thứ Sáu         | 11 tháng 6 năm 2021 | 0.135%                  |
| 11         | 20:30 thứ Sáu         | 18 tháng 6 năm 2021 | 0.185%                  |
| 12         | 20:30 thứ Sáu         | 25 tháng 6 năm 2021 | 0.207%                  |
| Trung bình | Trung bình            | Trung bình          | 0.197%1                 |

^1  Dựa trên tỷ lệ rating trung bình mỗi tập.

## Nhạc phim
| Tên bài hát              | Thể hiện                        | Ref.  |
| ------------------------ | ------------------------------- | ----- |
| ข้างๆ (Kahng Kahng)       | Thanawin Teeraphosukarn (Louis) | [ 8 ] |
| คนแบบไหน (Khon Baep Nai) | Sahaphap Wongratch (Mix)        | [ 9 ] |

## Fan Meeting trực tuyến
Vào ngày 3 tháng 8 năm 2021, một tháng sau khi bộ phim kết thúc, GMMTV ra thông báo trên các trang mạng xã hội rằng bộ phim sẽ có fan meeting trực tuyến đầu tiên với tên Fish upon the Sky Live Fan Meeting: A Sky Full of Fish. Theo đó, các diễn viên chính như Phuwin Tangsakyuen, Naravit Lertratkosum (Pond), Trai Nimtawat (Neo), Thanawin Teeraphosukarn (Louis) và Sahaphap Wongratch (Mix) đều sẽ tham gia fan meeting này. Fan meeting sẽ được tổ chức vào ngày 4 tháng 9 năm 2021.